# Ryszard Kornacki
Ryszard Kornacki, né à Lublin le 28 septembre 1940 et mort le 26 octobre 2023, est un poète, romancier, essayiste et traducteur polonais.

## Œuvres
- Wyjście z ciszy (1973)
- Szukanie człowieka (1975)
- Złote słońce słowa (1980)
- Puszka Pandory (1985)
- Miniatury (1988)
- Zapis dnia (1990)
- Słoneczna galeria przyrody - wiersze szczawnickie (1993)
- Czarna róża (baśnie i opowieści z Podlasia 1993)
- Wszystkie wątpliwości świata (1994)
- Na krawędzi absurdu (1995)
- Romeo Julia i czas (1997)
- Ciepły dotyk duszy (1999)
- Dopełnianie myśli (1999)
- Międzyrzec w życiorysy wpisany (I 2001, II 2003)
- Podlasie struna czysta (2002)
- Na skraju cienia (2003)